# Romuald Miazga
Romuald Miazga (ur. 13 lutego 1928 we Frampolu, zm. 19 października 2016 w Warszawie) – polski dyrygent, chórmistrz, pedagog muzyczny, współtwórca wielu nagrań płytowych, radiowych i telewizyjnych

## Odznaczenia
- Złoty Krzyż Zasługi
- Krzyż Kawalerski Orderu Odrodzenia Polski
- Zasłużony Działacz Kultury
- Złota Odznaka Honorowa „Za zasługi dla Warszawy”[1]